# Le Vol des cigognes (téléfilm)
Cet article concerne le téléfilm de Jan Kounen. Pour le roman de Jean-Christophe Grangé, voir Le Vol des cigognes.
Le Vol des cigognes est un téléfilm en deux parties de 90 minutes réalisé par Jan Kounen, tourné essentiellement en Afrique du Sud et diffusé en 2013 sur Canal+.
Il s'agit d'une adaptation du roman Le Vol des cigognes écrit par Jean-Christophe Grangé en 1994.

## Synopsis
Un ornithologue suisse est retrouvé mort après une crise cardiaque survenue dans un nid de cigognes. Jonathan, l'étudiant qu'il avait engagé, décide tout de même de poursuivre l'objectif prévu : suivre la migration des cigognes vers l'Afrique afin de comprendre la disparition de beaucoup d'entre elles.
Au cours de son périple à travers de nombreux pays, Jonathan doit faire face à de terrifiants souvenirs de son passé. De plus, il a sur les mains des traces de brûlures, depuis un mystérieux accident...

## Fiche technique
- Titre original : Le Vol des cigognes
- Réalisation : Jan Kounen
- Scénario : Denis McGrath (en) et Jan Kounen, d'après le roman de Jean-Christophe Grangé
- Photographie : Lance Gewer
- Musique : Éric Neveux
- Montage : Florent Vassault et Anny Danché
- Décors : Michael Berg
- Costumes : Reza Levy et Chattone
- Budget : 10 millions €[1]
- Durée : 2 épisodes de 90 minutes
- Société de production : EuropaCorp Télévision, en coproduction avec RTBF et Lusa Film[3]

## Distribution
- Harry Treadaway (VF : Alexis Victor) : Jonathan Anselme
- Perdita Weeks (VF : Ingrid Donnadieu) : Sarah Gabbor
- Rutger Hauer : Sonderman
- Clemens Schick : Hervé Dumaz
- Danny Keogh (en) : Max Bohm
- Richard Lukunku : Gabriel
- Antoine Basler : Marcel Minaus
- Amr Waked (VF : Mathieu Buscatto) : Docteur Djuric
- Grant Swanby : Hank

## Accueil
Le téléfilm a reçu des critiques partagées : certains médias saluent la réalisation et le côté visuel, tandis que d’autres soulignent une intrigue jugée confuse comparée au roman.